# Szórjú
A Szórjú (japánul: 蒼龍, Hepburn-átírással: Sōryū, ’Azúr Sárkány’) japán repülőgép-hordozó volt a második világháború idején.
1934. november 20-án kezdték el építeni Kuréban. 1935. december 23-án bocsátották vízre. 1937. december 29-én állították hadrendbe. Gyors, könnyűszerkezetes felépítésű hajó volt, igen gyenge páncélzattal látták csak el, elégtelen technikai színvonalú kárelhárítás (havária) jellemezte. Ezen vonásai rendkívül sérülékennyé tették. Nehéz, 127 mm-es légvédelmi ágyúi elavult típusúnak számítottak.
1941. december 7-én részt vett Pearl Harbor elleni támadásban. 21 és 23 között Wake szigetét támadta. 1942. február 19-én Darwint támadta. Márciusban részt vett a Jáva tengeren lezajlott ütközetben. Április 5-én repülőgépei elsüllyesztették a brit HMS Cornwall és HMS Dorsetshire nehézcirkálókat, majd 9-én az ausztrál HMAS Vampire rombolót.
Június 4-én a midwayi csatában a USS Enterprise-ról indított amerikai repülőgépek megrongálták. A bombatalálat közül egy az alsó hangárfedélzeten, kettő a felsőn detonált és nagyon gyorsan lángba borította az egész hajót. Egymás után robbantak föl a repülőgépek üzemanyagtartályai és a felfüggesztett bombák. 10:40 perckor a gépterem megbénult, hajó megállt. A tűz elérte a torpedóraktárt, és a robbanás majdnem kettészakította a hajót. 10:45-kor Janagimoto Rjúszaku sorhajókapitány, a Szórjú súlyosan megsérült parancsnoka elrendelte a hajó elhagyását, és az életben maradtakat az Iszokaze és a Hamakaze romboló kezdte kimenteni. Janagimoto kapitány az égő hajón való halált választotta. Janagimoto a jelzőállásból egészen addig "Éljen soká a császár!" kiáltásokkal biztatta a vízben úszó matrózokat, amíg el nem tűnt a füstben.
A Szórjú egész délután lángolt, újabb és újabb robbanások rázták meg, miközben a kíséretére rendelt cirkálók tehetetlenül nézték végig a tusáját. Napnyugtakor végre elfogyott a tüzet tápláló éghető anyag és a lángok annyit csendesültek, hogy a fedélzetre lehetett lépni. Abe zászlós azzal a feladattal tette ezt meg, hogy Janagimoto sorhajókapitányt, ha kell akár erőszakkal hurcolja magával és mentse meg. Janagimoto nem állt kötélnek és bár Abe flottabajnok birkózó volt, nem volt képes kezet emelni rá. Abe könnyezve távozott a hordozóról, mely egyre mélyebbre merült. Ennek láttán a Makigumo rombolón a legénység a nemzeti himnuszt kezdte énekelni, majd a Szórjút az Iszokaze és a Hamakaze rombolók 19:13-kor elsüllyesztették. Az 1103 fős legénységből 711-en meghaltak.